# 吕博 (梅克伦堡-前波美拉尼亚州)
吕博（德語：Lübow）是德国梅克伦堡-前波美拉尼亚州的市镇，隶属于西北梅克伦堡县。总面积为35.35平方千米，截至2023年12月31日总人口为1,583人。